# Howard Buten
Howard Buten (28. července 1950 – 3. ledna 2025) byl americký spisovatel, psycholog, houslista a klaun žijící ve Francii. Byl autorem pěti románů, z nichž první, nazvaný Když mi bylo pět, zabil jsem se, byl vydán v roce 1981 a v roce 1994 zfilmován pod francouzským názvem Quand j'avais cinq ans je m'ai tué. Proslavil se také jako klaun a jevištní umělec, kdy vystupoval pod pseudonymem Buffo.

## Život

### Rodiče
Howardův dědeček z otcovy strany, Joseph Butensky, narozen okolo roku 1880, přišel na přelomu 19. a 20. století ze štetlu v Litvě spolu se svou manželkou Célií a jejich čtyřmi dětmi přes Ellis Island do USA a usadil se v Detroitu. Aby uživil rodinu, stal se sběračem textilu. Jejich pobyt v Detroitu komplikoval fakt, že Célia mluvila pouze jidiš. Jejich prvním dítětem narozeným roku 1915 ve Spojených státech byl Howardův otec, Ben Butensky, který se stal právníkem a později hájil mimo jiné svého staršího bratra Jacka, člena Purple Gangu, zločinecké skupiny působící mezi Chicagem a Detroitem. Ve třiceti letech se Ben Butensky stal stavitelem a právním poradcem.
Howardova matka Dorothy Fleischerová, narozená v roce 1917, také pocházela z litevské židovské rodiny. Do svých šestnácti let se věnovala kariéře umělkyně v hudební revui – zpívala a tančila, na klavír ji doprovázela její sestra Marion. Sestry Fleischerovy často vystupovaly po kabaretech v Detroitu, Dorothy později učila svého syna Howarda stepovat. Od svých padesáti let pracovala v lékařské ordinaci, nejprve v Detroitu, později v Miami.

### Kariéra
Buten se narodil 28. července 1950 v Detroitu ve státě Michigan. Ve svých 24 letech se setkal s dítětem s autismem, což v něm vzbudilo celoživotní zájem o toto onemocnění. Později pracoval v oblasti autismu jako výzkumník, klinický psycholog a terapeut. Založil centrum Adama Sheltona pro autistické osoby v Paříži, ve Saint-Denis. Vystudoval psychologii.
Kromě své vědecké práce získal uznání také jako spisovatel. Úspěch mu přinesly jeho romány Když mi bylo pět, zabil jsem se (Quand j'avais cinq ans je m'ai tué) a Srdce pod parním válcem (Le Cœur sous le rouleau compresseur). V roce 1991 byl oceněn Řádem umění a literatury. Jeho poslední kniha Howard Buten Buffo vyšla v roce 2005.
Buten se zároveň věnoval klaunství. Absolvoval školu klaunů Barnum & Bailey a poté dva roky vystupoval s cirkusem Bartok. V roce 1972 vytvořil postavu klauna Buffa, s níž vystupoval až do ledna 2011. Jeho vystoupení byla založena na improvizaci a inspirována švýcarským klaunem Grockem. V roce 1998 získal Buffo Molièrovu cenu za nejlepší one-man show.
Buten zemřel 3. ledna 2025 ve věku 74 let.

## Dílo
- Když mi bylo pět, zabil jsem se (Quand j'avais cinq ans je m'ai tué; publikováno také pod titulem Burt) (1981)
- Srdce pod parním válcem (Le Cœur sous le rouleau compresseur) (1984)
- Monsieur Butterfly (1987)
- Il faudra bien te couvrir.. (1989)
- Histoire de Rofo, clown (1991)
- C'était mieux avant (1994)
- Ces enfants qui ne viennent pas d'une autre planète (1995)
- Quand est-ce qu'on arrive? (2000)
- Il y a quelqu'un là-dedans, des autismes (2003)
- Buffo par Buten (2005)
- Through the Glass Wall: Journeys Into the Closed-Off Worlds of the Autistic (Bantam, 2004)
- I Understand that If Not Completely Satisfied I Will Be Issued a Full Refund (1996)